# Record Collection
Record Collection è il terzo album del DJ britannico Mark Ronson, pubblicato il 27 settembre 2010 dalla Allido/RCA/Columbia/J

## Tracce
1. Bang Bang Bang (featuring Q-Tip e MNDR) - 3:53
2. Lose It (In the End) (featuring Ghostface Killah e Alex Greenwald) - 2:25
3. The Bike Song (featuring Kyle Falconer e Spank Rock) - 4:25
4. Somebody to Love Me (featuring Boy George e Andrew Wyatt) - 4:58
5. You Gave Me Nothing (featuring Rose Elinor Dougall e Andrew Wyatt) - 4:00
6. The Colour of Crumar - 1:28
7. Glass Mountain Trust (featuring D'Angelo) - 3:46
8. Circuit Breaker - 4:24
9. Introducing the Business (featuring Pill e London Gay Men's Chorus) - 3:42
10. Record Collection (featuring Simon Le Bon e Wiley) - 3:49
11. Selector - 1:06
12. Hey Boy (featuring Rose Elinor Dougall e Theophilus London) - 3:34
13. Missing Words - 1:29
14. The Night Last Night (featuring Rose Elinor Dougall e Alex Greenwald) - 4:24

Bonus Track dell'edizione iTunes
1. Bang Bang Bang (The Count & Sinden Remix)  - 5:22
2. Sound of Plastic (featuring Nick Rhodes, Rose Elinor Dougall, Spank Rock, Jamie Reynolds e Anthony Rossomando) - 5:06
3. Bang Bang Bang (Music video) - 5:19
4. The Bike Song (Music video) - 4:57
5. Circuit Breaker (Music video) - 2:34
6. Teeko Takes The Crate (Record Collection Mastermix) - 28:21
7. The Bike Song (Major Lazer remix) - 3:33
8. Making The Album (iTunes LP embedded bonus video) - 5:48
9. Making of Bang Bang Bang (iTunes LP embedded bonus video - 2:17
10. Making of The Bike Song (iTunes LP embedded bonus video) - 3:54

## Classifiche
| Classifica (2010) | Posizione più alta |
| ----------------- | ------------------ |
| Australia         | 6                  |
| Belgio (Fiandre)  | 61                 |
| Paesi Bassi       | 67                 |
| Europa            | 9                  |
| Irlanda           | 16                 |
| Nuova Zelanda     | 33                 |
| Svizzera          | 40                 |
| Regno Unito       | 2                  |
| Stati Uniti       | 81                 |